# Comitato Olimpico Nazionale dell'Uzbekistan
Il Comitato Olimpico Nazionale dell'Uzbekistan (noto anche come Oʻzbekiston Milliy Olimpiya qoʻmitasi) è un'organizzazione sportiva uzbeka, nata nel 1992 a Tashkent, Uzbekistan.
Rappresenta questa nazione presso il Comitato Olimpico Internazionale (CIO) dal 1993 ed ha lo scopo di curare l'organizzazione ed il potenziamento dello sport in Uzbekistan e, in particolare, la preparazione degli atleti uzbeki, per consentire loro la partecipazione ai Giochi olimpici. L'associazione è, inoltre, membro del Consiglio Olimpico d'Asia.
L'attuale presidente del comitato è Malik Babaev, mentre la carica di segretario generale è occupata da Mukhamadali Karimov.